# Hauriet
Hauriet is een gemeente in het Franse departement Landes (regio Nouvelle-Aquitaine) en telt 245 inwoners (2005). De plaats maakt deel uit van het arrondissement Dax.

## Geografie
De oppervlakte van Hauriet bedraagt 7,5 km², de bevolkingsdichtheid is 32,7 inwoners per km².
De onderstaande kaart toont de ligging van Hauriet met de belangrijkste infrastructuur en aangrenzende gemeenten.

## Demografie
Onderstaande figuur toont het verloop van het inwonertal (bron: INSEE-tellingen).